# Tehuacalco

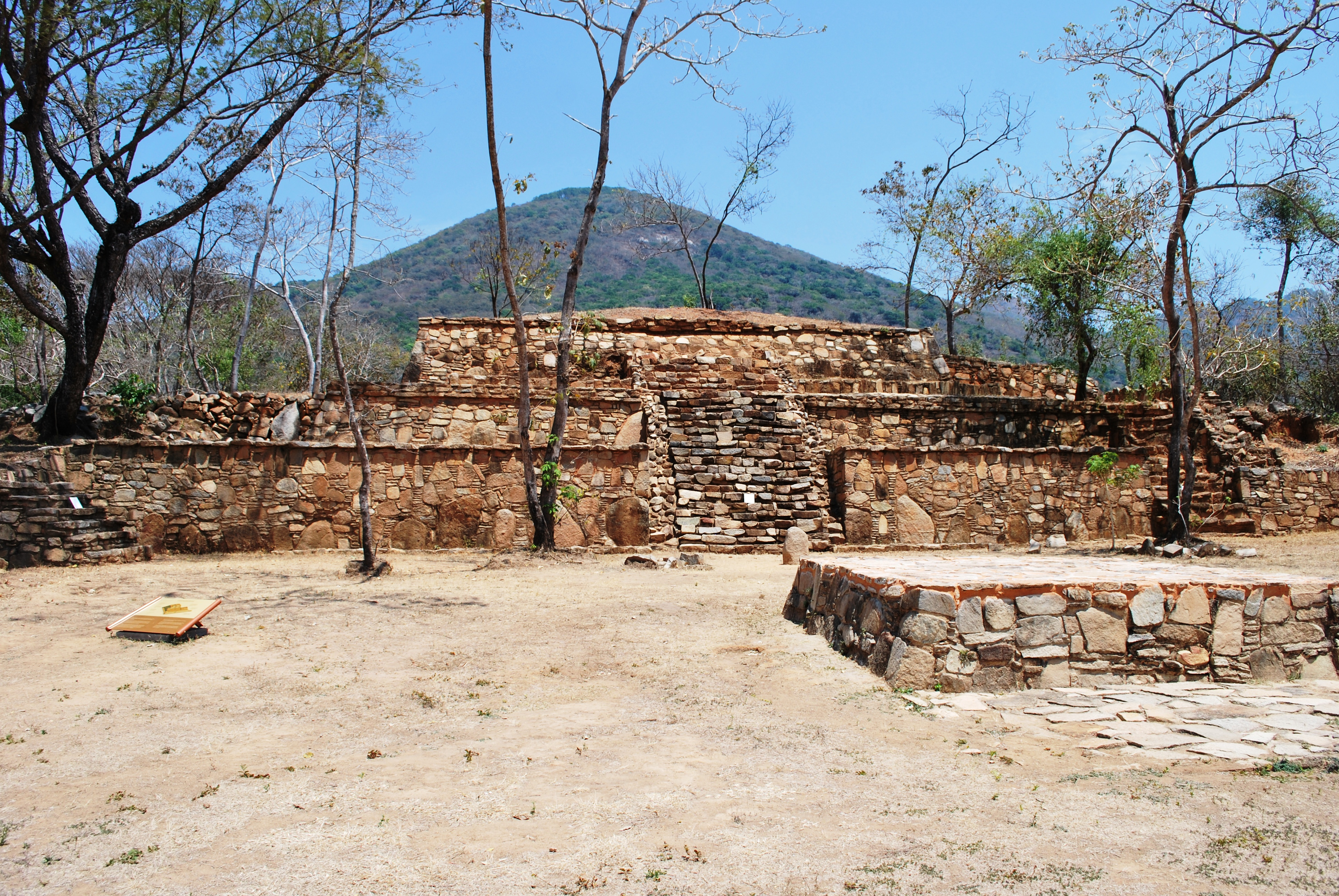
Tempelpyramide und Opferplattform

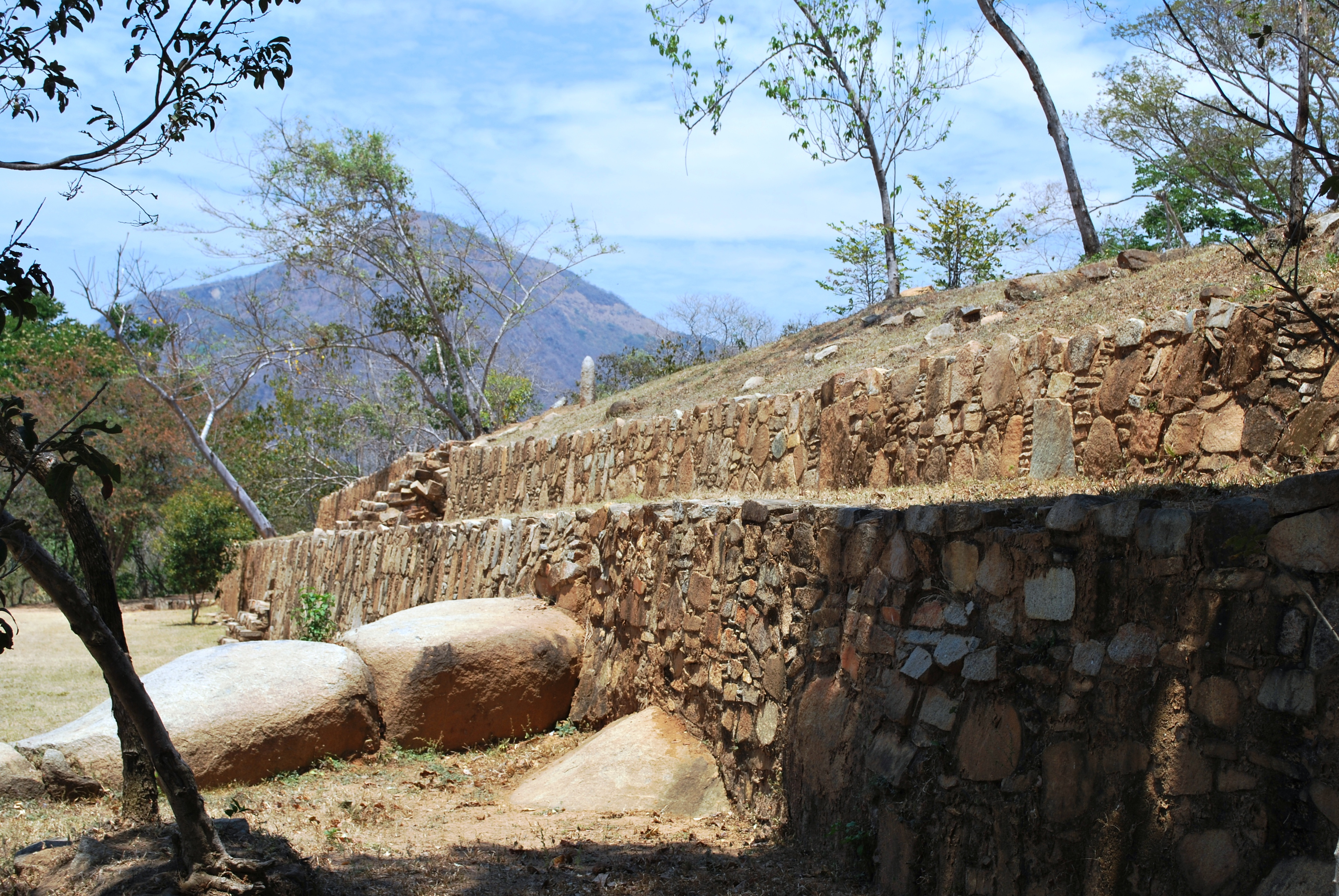
Seitenansicht der Palastplattform

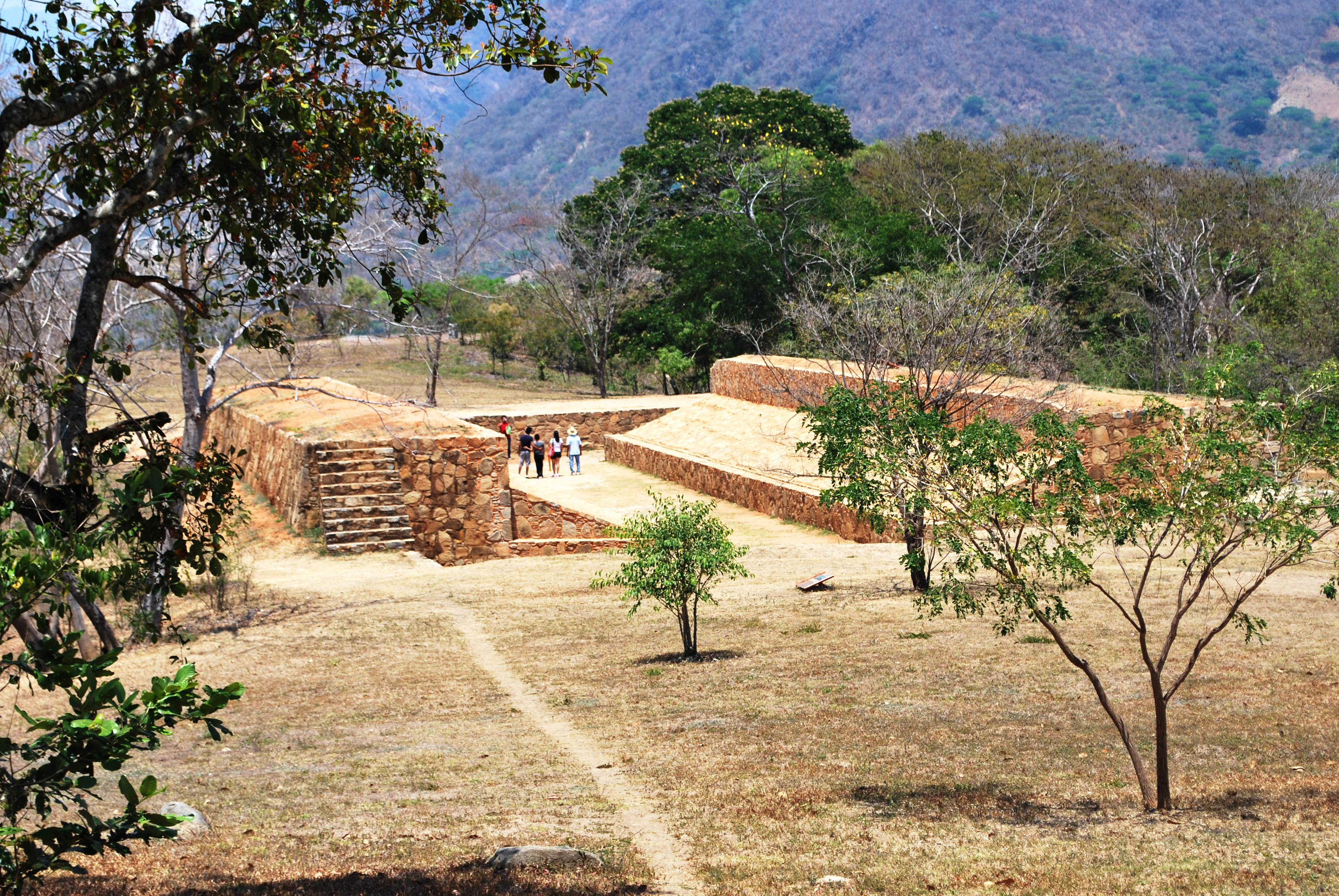
Ballspielplatz

Tehuacalco (Náhuatl: ‚Ort der steinernen Rückentrage‘) ist eine archäologische Fundstelle im heutigen mexikanischen Bundesstaat Guerrero.

## Lage
Tehuacalco liegt auf einer Bergkuppe etwa 5 km nordöstlich der Kleinstadt Tierra Colorada etwa 52 km (Fahrtstrecke) nordöstlich von Acapulco bzw. in gleicher Entfernung südlich von Chilpancingo in einer Höhe von ca. 500 m ü. d. M.

## Geschichte
Tehuacalco wird der postklassischen Kultur der Yopi zugerechnet, deren Heimatregion, genannt Yopitzinco, von den Azteken nicht erobert werden konnte; die Stätte war von etwa 400 bis 1100 n. Chr. besiedelt. Der Platz wurde erst im Jahre 1991 wiederentdeckt, danach ausgegraben, in Teilen rekonstruiert und im Jahr 2008 der Öffentlichkeit zugänglich gemacht.

## Architektur
Der archäologische Fundort umfasst mehrere Sockel von Tempelpyramiden und Palastbauten rings um einen zentralen Platz. Der Ballspielplatz hat die für Zentralmexiko eher untypische H-Form mit seitlichen Feldern.

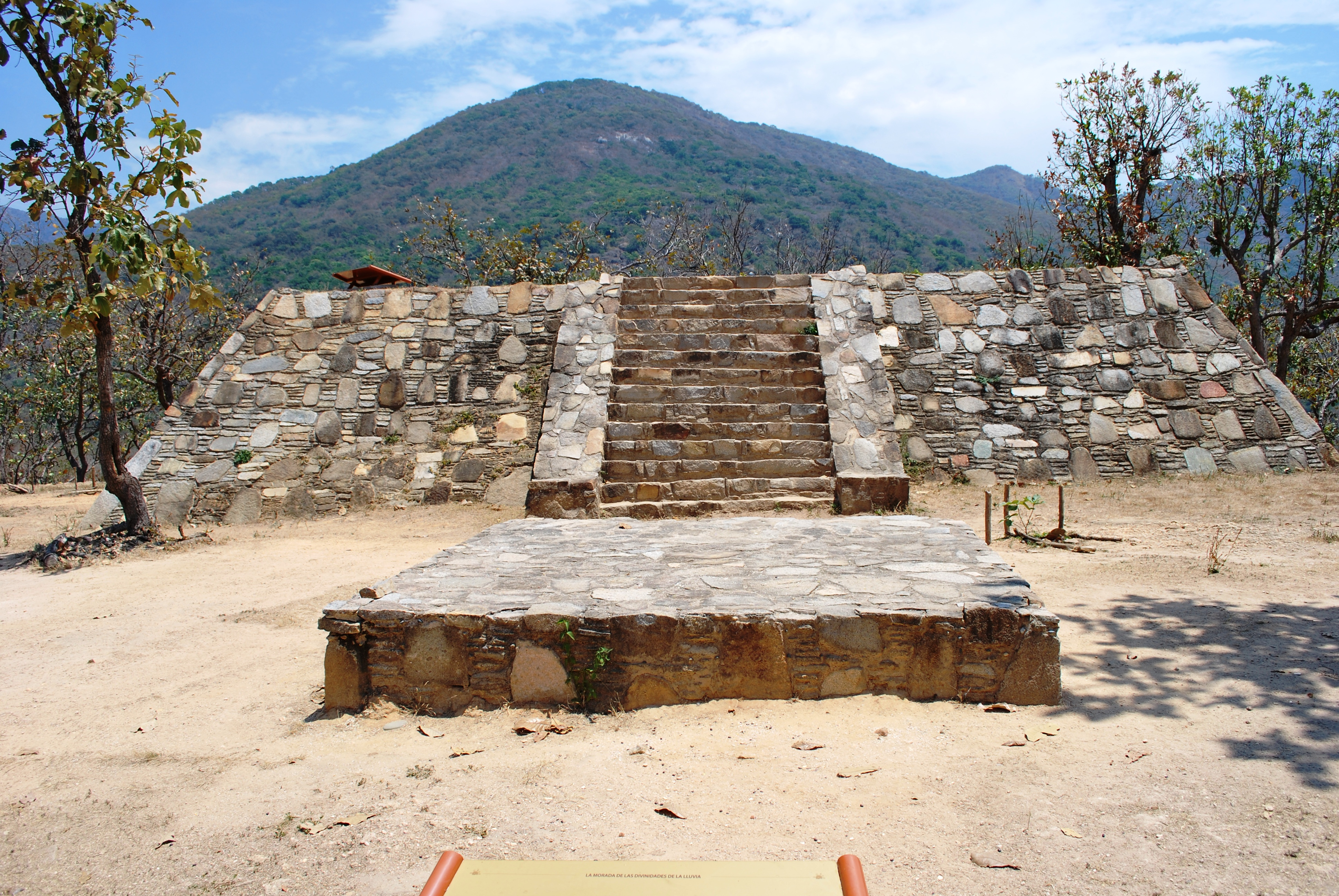
Tempelpyramide
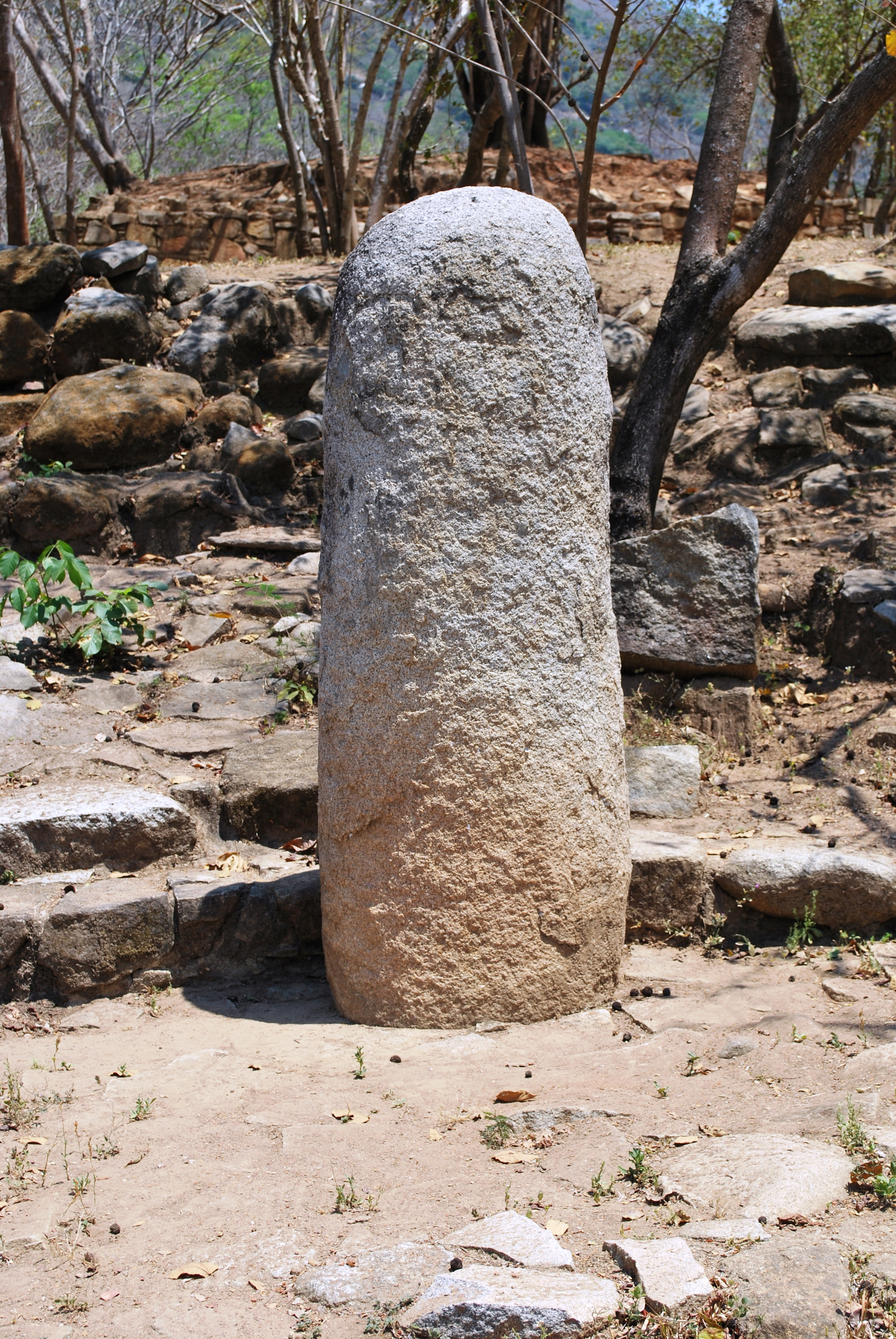
Stele
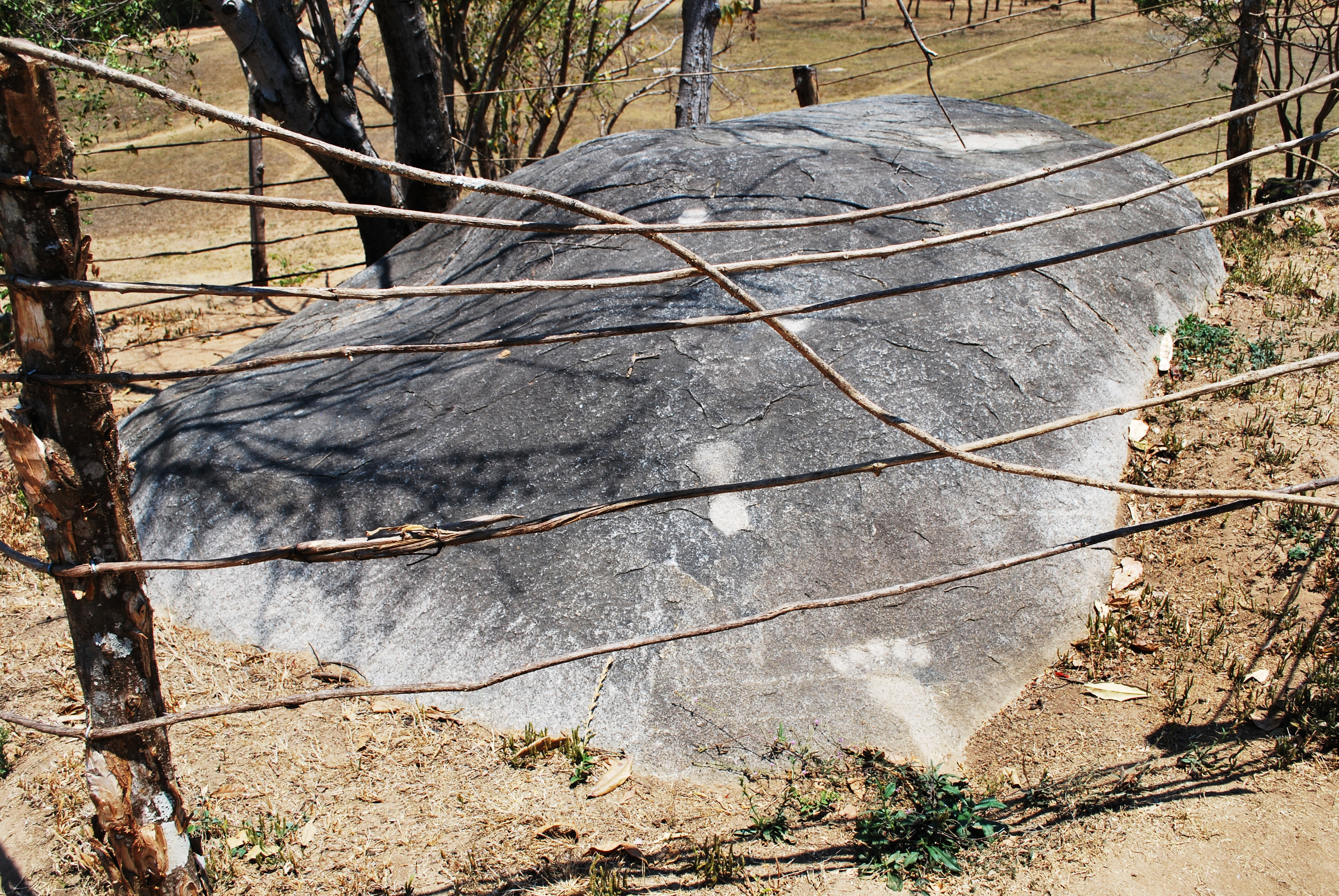
Stein mit Fußzeichnungen

## Sonstiges
In der Nähe des Fundorts befinden sich Felszeichnungen (Petroglyphen), von denen Abgüsse im örtlichen Museum gezeigt werden.